# Nils af Malmborg
Nils Magnus af Malmborg, född den 28 maj 1902 i Örebro, död den 27 oktober 1996 i Täby församling, Stockholms län,  var en svensk ämbetsman. Han var son till Magnus af Malmborg och far till Lars af Malmborg.
af Malmborg avlade studentexamen i Helsingborg 1920 och filosofie kandidatexamen vid Lunds universitet 1923. Han bedrev juridisks studier vid Stockholms högskola 1925–1928. af Malmborg blev amanuens i skolöverstyrelsen 1929, förste kanslisekreterare i Finansdepartementet 1939, kansliråd där 1946 (tillförordnat 1945). Han var kansliråd i Civildepartementet 1950–1967. af Malmborg var medlem av redaktionskommittén för Genealogiska föreningens tidskrift Släkt och hävd 1975–1985 (hedersledamot av föreningen 1983), vice ordförande i Stockholms akademiska orkesterförening 1930–1945 och ordförande för Stockholms kammarorkester 1961–1966. Han blev riddare av Nordstjärneorden 1949 och kommendör av samma orden 1963. af Malmborg är begravd på Täby norra begravningsplats.